# Kciuk inżyniera
Kciuk inżyniera (ang. The Adventure of the Engineer’s Thumb) – tytuł jednego z 56 opowiadań o Sherlocku Holmesie, których autorem jest sir Arthur Conan Doyle. Pierwsza publikacja miała miejsce na łamach miesięcznika „The Strand Magazine” w marcu 1892 r. Wydanie książkowe w postaci zbioru opowiadań pt. „Przygody Sherlocka Holmesa” (The Adventures of Sherlock Holmes) ukazało się nakładem wydawnictwa George Newnes Ltd. w dniu 14 października 1892 r. Rysunki wykonał Sidney Paget. Inne tytuły polskich przekładów tego opowiadania to Odcięty palec i Sherlock Holmes w Eyford.

## Streszczenie
Do doktora Watsona zgłasza się pacjent z ciężką raną. Victor Hatherley, inżynier hydraulik, opowiada, że został zatrudniony przez pułkownika Lysandera Starka do ustalenia przyczyn awarii maszyny służącej rzekomo do prasowania w brykiety ziemi foluszniczej (stosowanej do folowania tkanin). W zamian za pracę nocną i zachowanie zlecenia w tajemnicy pułkownik zaoferował 50 gwinei, co przekraczało roczne zarobki inżyniera. Mimo iż klient nie budził zaufania, hydraulik przyjął postawione warunki. Po dotarciu na wskazaną stację w Eyford koło Reading w hrabstwie Berkshire i następnie do jakiegoś domu na odludziu Hatherley zobaczył piękną kobietę, zapewne cudzoziemkę, która ostrzegła go łamaną angielszczyzną, by bez zwłoki opuścił to miejsce, gdyż coś mu grozi. Zlekceważył dobrą radę. Oglądając maszynę nierozważnie zdradził się odkryciem, że służy ona do jakichś innych celów niż mówił pułkownik. Podczas oględzin został uwięziony w środku, groziło mu zmiażdżenie, jednak z trudem wydostał się. Piękna nieznajoma wskazała mu drogę ucieczki, ścigany przez pułkownika odniósł ową ranę. Gdy odzyskał przytomność, był w pobliżu stacji kolejowej w Eyford nie rozumiejąc jak się tam znalazł.

## Czas i miejsce akcji
Doktor Watson wspomina wydarzenia sprzed dwóch lat, umiejscawiając tragiczną przygodę inżyniera na krótko po swoim ślubie, latem 1889 r. Według Rosemary Michaud z Sherlockian.Net w rzeczywistości miejscowość Eyford nie istnieje w okolicy opisanej przez Conana Doyle’a.

## Konstrukcja
Opowiadanie posiada kompozycję szkatułkową, gdzie narracja przytaczana przez początkowego narratora staje się główną narracją, stanowiącą trzon opowieści. Jest to szczególny sposób użycia przez Doyle’a prowadzenia narracji za pomocą dialogu, do którego to chwytu często się uciekał, w nieco sceniczny sposób ograniczając miejsce akcji – niekiedy do granic umowności kreowanego świata przedstawionego.

## Polskie wydania
- Sherlock Holmes niepokonany (Wydanie pierwsze 1960, wydanie drugie 1969).
- Harpun Czarnego Piotra (1973).
- Przygody Sherlocka Holmesa (2009).
- Sherlock Holmes w Eyford (CD, 2006 – czyta Leszek Teleszyński).

## Ekranizacje
- 1923 Holmes - Eille Norwood, Watson – Hubert Willis[3].
- 1955 Holmes - Ronald Howard, Watson – Howard Marion-Crawford[4]
- 1986 produkcja Lenfilm p. t. Двадцатый век начинается, w roli Holmesa Wasilij Liwanow. Akcja połączona z motywami zaczerpniętymi z opowiadań Druga plama, Plany Bruce-Partington i  Jego ostatni ukłon[5].